# Pardosa fallax
Pardosa fallax är en spindelart som beskrevs av Barnes 1959. Pardosa fallax ingår i släktet Pardosa och familjen vargspindlar. Inga underarter finns listade i Catalogue of Life.